# Ковригин, Александр Иванович
Александр Иванович Ковригин (21 июля 1936, Москва — 13 апреля 1996, там же) — советский физик, лауреат Государственной премии СССР (1984).
Окончил физический факультет МГУ (1959) и его аспирантуру, кандидат физико-математических наук (1965, тема диссертации «Генерация гармоник света»). Работал там же.
В 1962 г. вместе с Р. В. Хохловым и С. А. Ахмановым им была получена синхронная генерация второй оптической гармоники, а позднее созданы мощные генераторы высших оптических гармоник (со 2-й по 5-ю).
В 1965 г. вместе с С. А. Ахмановым создал первый в СССР параметрический генератор света.
Создал и возглавил Лабораторию фотофизики органических наноматериалов.
С 1965 г. ассистент, с 1971 г. доцент кафедры волновых процессов МГУ. С 1974 г. доцент кафедры общей физики (с 1978 г. общей физики и волновых процессов). Читал лекции по основам экспериментальной нелинейной оптики.
Область научных интересов: нелинейная оптика и спектроскопия, лазерная физика.
Лауреат Государственной премии СССР (1984, в составе коллектива) — за цикл работ «Высокоэффективное нелинейное преобразование частоты в кристаллах и создание перестраиваемых источников когерентного оптического излучения» (1963—1982).
Сочинения:
- Наблюдение параметрического усиления света в оптическом диапазоне. С. А. Ахманов, А. И. Ковригин, А. С. Пискарскас, В. В. Фадеев, Р. В. Хохлов, Письма ЖЭТФ 2, 300 (1965).
- Перестраиваемый параметрический генератор света на кристалле KDP. Ахманов С. А., Ковригин А. И., Колосов В., Пискарскас А. С., Фадеев В. В., Хохлов Р. В. в журнале Письма в «Журнал экспериментальной и теоретической физики», том 3, № 9, с. 372—378 (1966)
- Ахманов С,А,, Жданов Б,В., Ковригин А. И. и др. Импульс-но-периодический параметрический генератор света, перестраиваемый в диапазоне 0,63-3,4 мкм, для нелинейной спектроскопии. -Квантовая электроника, 1977, т.4, $10, с.2225-2235.
- А. И. Ковригин, В. А. Нехаенко, С. М. Першин, А. А. Подшивалов, «Динамика генерации лазеров на красителях при синхронной накачке ограниченным цугом пикосекундных импульсов», Квантовая электроника, 11:10 (1984), 2007—2018
- Ю. Е. Дьяков, А. И. Ковригин, «Теория параметрического генератора света с узкой линией при многомодовой накачке», Квантовая электроника, 2:10 (1975), 2243—2247